# Comité Olympique et Sportif des Îles Comores
Das Nationale Olympische Komitee der Komoren (Comité olympique et sportif des îles Comores, COSIC) ist der nationale Repräsentant des Internationalen Olympischen Komitees (IOK) in den Komoren, sowie der Dachverband der komorischen Sportverbände. Die Aufgabe des COSIC besteht insbesondere darin, die komorischen Sportdelegationen bei den verschiedenen Ausgaben der Olympischen Spiele einzubinden und zu leiten.
Das COSIC wurde am 4. Juli 1979 durch das décret n° 79-041 als «utilité publique» (öffentliche Einrichtung) eingetragen. Es wurde 1993 vom Internationalen Olympischen Komitee anerkannt.